# Oscar Ricciardi
Oscar Ricciardi (Napoli, 24 febbraio 1864 – Napoli, 1935) è stato un pittore italiano.
Ricciardi fu un prolifico pittore impressionista di paesaggi e di scene di genere predilesse raffigurare, in opere di piccolo formato, marine e vedute urbane con scene di vita quotidiana, eseguite con un gusto semplice e un equilibrato cromatismo che lo fece apprezzare dal pubblico, specie quello dei forestieri per i quali lavorò di preferenza.
Considerato da alcuni la testa dell'impressionismo napoletano, dipinse come soggetti principali marine, spiagge, paesaggi e usi e costumi napoletani. 
Le opere della maturità di Ricciardi, attraverso il cromatismo intenso, lo studio dal vero, l'abbandono del disegno e la luce limpida e tersa che pervade le scene, rivelano la conoscenza dell'Impressionismo, dovuta alla presenza a Napoli di Giuseppe De Nittis.
I suoi committenti furono in prevalenza forestieri; tra questi ricordiamo il duca d'Aosta e il duca di Connaught. Anche pinacoteche e raccolte private acquistarono i suoi dipinti.

## Biografia

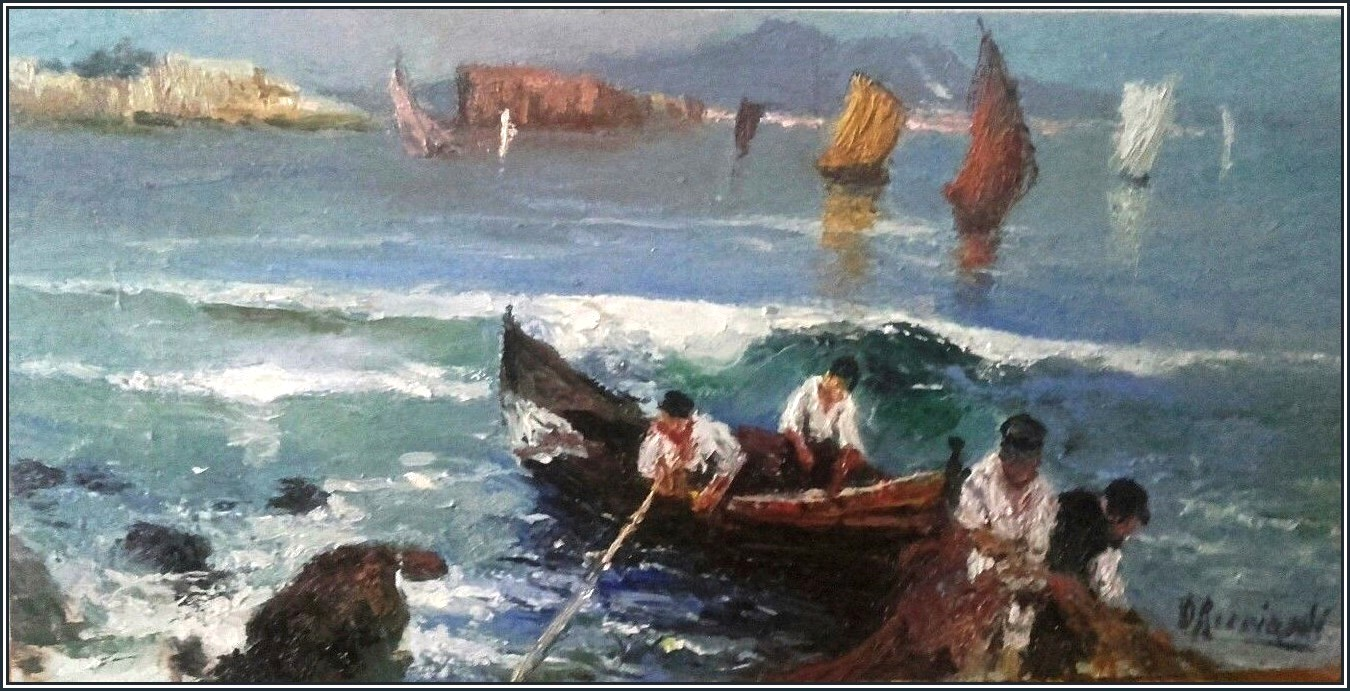
Oscar Ricciardi, 1900

Oscar Ricciardi fu indirizzato alla pittura dalla visione delle opere di Bernardo Celentano, suo parente per parte di madre , già deceduto al momento della nascita di Ricciardi.
Fu autodidatta e si avvicinò alla pittura di Domenico Morelli. Al suo esordio, Ricciardi appare come un pittore romantico di storia. Con gli anni, i suoi interessi si sposteranno verso una pittura di genere.
L'artista partecipò alle mostre della Promotrice Salvator Rosa nel 1881 e nel 1884 con due composizioni storico romantiche, che costituiscono l'esordio artistico del pittore, pur restando episodi isolati nella sua produzione; i soggetti rappresentati sono "Fanfulla che si accinge a partire da San Marco" e "Servite Domino in laetitia" entrambe acquistate dalla Provincia di Napoli.
Si presume che in questo periodo l'artista abbia effettuato un viaggio in Medio Oriente, anche testimoniato da diverse opere raffiguranti territori e scene di vita araba, come ad esempio il suo olio su tela "Paesaggio orientale".
Dal 1884 al 1890 Ricciardi produsse una vasta serie di quadri di genere, briosi e pieni di colore; sempre con maggior frequenza, attraverso la rappresentazione di tipici scorci di vicoli e di mercatini partenopei, compiacente al gusto del pubblico e ad un'esteriorità folcloristica, si adattò al facile smercio delle sue tavolette a mercanti e turisti stranieri.
A partire dal 1910, si affermò anche come marinista, influenzato dal Pratella e dal Casciaro, legando il proprio nome a scontate impressioni, nobilitate però da una spontanea freschezza.

## Mostre ed esposizioni
Elenco delle principali esposizioni di Oscar Ricciardi.
- Napoli, Promotrice "Salvator Rosa", 1879
- Napoli, Promotrice "Salvator Rosa", 1880
- Palermo, Mostra Nazionale, 1892
- Milano, 1894
- Torino, 1896
- Torino, 1902
- Torino, 1908
- Napoli, Esposizione Nazionale d'Arte, 1916

## Opere nei musei
Museo d'arte dello Splendore di Giulianova (TE) con le opere: Porta Capuana, Piazza di Napoli, Formia e Marina partenopea.